# 국세청 원클릭 환급 서비스
국세청 원클릭 환급 서비스는 대한민국 국세청이 2025년 3월 31일부터 시행한 종합소득세 환급 제도이다.  기존에는 납세자가 별도로 환급 신청을 해야 했으나, 이 서비스는 국세청이 보유한 자료와 빅데이터 분석을 통해 최대 5년 치 환급금 정보를 자동 계산하여 제공하고, 클릭 한 번으로 환급 신청이 가능하도록 설계되었다.

## 개요
2025년부터 시작된 원클릭 환급 서비스는 주로 배달라이더, 프리랜서, 고령자, N잡러 등 일정하지 않은 인적용역 소득자들의 **기타소득 환급을 자동화**하기 위해 도입되었다.  환급 대상자는 홈택스(www.hometax.go.kr) 접속 후 ‘원클릭 환급신고’ 버튼을 통해 본인 인증 후 환급 가능 금액을 확인하고, ‘이대로 신고하기’ 버튼을 눌러 신청을 완료할 수 있다.

## 특징
- **최대 5년 치 환급 가능**

(2019~2023년 귀속 종합소득세 미신고분 포함)
- **환급금 자동 계산**: 지급명세서, 연말정산 간소화자료, 신고이력 등 국세청 데이터 기반
- **수수료 없음**: 민간 세무대행과 달리 환급금의 일부를 수수료로 낼 필요 없음
- **스미싱 방지**: 국세청 인증 마크가 포함된 카카오 알림톡으로 안내
- **AI 검증 시스템 탑재 예정**: 과다공제 및 허위환급 예방 목적

## 신청 절차
1. 홈택스 접속 및 간편인증 로그인 2. ‘원클릭 환급신고’ 클릭 3. 환급 예상 금액 확인 4. ‘이대로 신고하기’ 버튼 클릭 5. 1개월 이내 환급 처리 (수정 시 2~3개월 내)

## 논란 및 유의사항
- 국세청은 과거 환급 건 중 일부에서 **부당공제 사례**를 다수 발견하였으며, 이에 따라 환급 신청 시 허위 인적공제 등은 **가산세 부과 대상**이 될 수 있다고 명시하였다.

## 같이 보기
- 종합소득세
- 연말정산
- 국세청

## 참고 자료
- 국세청 보도자료 (2025.03.31): 『이제는 원클릭으로 5년 치 환급 받으세요』, 참고
- 허니팁매거진, 국세청 원클릭 환급 서비스 신청 방법 (2025.05)